# Pour toi, j'ai péché
Pour plus de détails, voir Fiche technique et Distribution.
Pour toi, j'ai péché (Per salvarti ho peccato) est un melodramma strappalacrime italien réalisé par Mario Costa et sorti en 1953.

## Synopsis
Guido et Elena ont un garçon qui est atteint d'une étrange maladie. Dans l'espoir de le guérir, ils doivent injecter son sang à une personne en bonne santé du même groupe sanguin que lui afin de développer des anticorps qui détruira l’infection.

## Fiche technique
- Titre français : Pour toi, j'ai péché ou J'ai péché pour te sauver[1]
- Titre original italien : Per salvarti ho peccato[2]
- Réalisateur : Mario Costa
- Scénario : Giorgio Capitani, Antonio Leonviola, Anton Giulio Majano, Guido Malatesta
- Photographie : Anchise Brizzi
- Montage : Otello Colangeli, Edmondo Lozzi
- Musique : Renzo Rossellini
- Décors : Lamberto Giovagnoni
- Production : Giovanni Cosimini, Weiss Ruffilli
- Société de production : Orchidea Film
- Pays de production :  Italie
- Langue originale : italien
- Format : Noir et blanc - 1,37:1 - Son mono - 35 mm
- Durée : 90 minutes
- Genre : Melodramma strappalacrime
- Dates de sortie :
  - Italie : 10 décembre 1953
  - France : 10 août 1955

## Distribution
- Pierre Cressoy : Guido
- Milly Vitale : Elena
- Frank Latimore : Carlo Reder
- Aldo Silvani : Dr. Martini
- Maria Laura Rocca : Anna
- Giancarlo Nicotra : Luigino
- Oscar Andriani : commissaire
- Bianca Doria : Agnese Reder
- Gino Sinimberghi : Cantano
- Liliana Bonfatti : Ines